# Возрождение Центрального Китая
Возрождение Центрального Китая (кит. упр. 中部崛起计划, пиньинь Zhōngbù Juéqǐ Jìhuà) — политика китайских властей, направленная на ускоренное развитие центральных регионов страны. Политика затрагивает 6 провинций КНР — Шаньси, Хэнань, Аньхой, Хубэй, Хунань и Цзянси.
Политика по возрождению была объявлена премьером Вэнь Цзябао 5 марта 2004 года.
23 сентября 2009 года на исполнительном заседании Госсовета была обсуждена и одобрена политика «Содействия росту Центрального региона». При поддержке государственной власти Китая восточная часть страны взяла на себя ведущую роль в развитии высокоразвитой городской агломерации и центров экономического роста, таких как дельта реки Янцзы и дельта Жемчужной реки. Поскольку центральный регион долгое время не привлекал внимания государства, его экономическое развитие серьезно отстаёт.
Общей целью политики является повышение уровня промышленности, индустриализация и урбанизация. У каждой провинции были поставлены свои цели и задачи. К примеру, одна из целей провинции Хэнань состоит в том, чтобы создать важную для страны зерновую и современную сельскохозяйственную базу.
Политика была реализована во время Одиннадцатого пятилетнего плана.
Результаты политики — повышение экономики районов. Например: ВВП провинции Аньхой в 2004 году составлял 481 миллиард юаней, в 2011 году ВВП составил 1,5 триллиона юаней.